# Glatt (Rýn)
Glatt (výslovnost [ˈɡlat]IPA) je říčka ve švýcarském kantonu Curych. Je dlouhá 38,5 kilometrů. Vytéká z jezera Greifensee přibližně deset kilometrů východně od Curychu a teče převážně na sever, kde se posléze vlévá zleva do Rýna poblíž Glattfeldenu v místech, kde Rýn tvoří hranici mezi Švýcarskem a Německem. Spodní část toku má větší spád než horní.
Nejstarší známá zmínka o fluvii, qui dicitur glat neboli "toku řečeném glat" pochází nejpozději z roku 1034. Hydronymum má možná svůj původ v přídavném jménu staré horní němčiny glat, které znamená hladký nebo jasný. Od patnáctého století byl Glatt majetkem nedalekého Curychu, jehož rada také v šestnáctém století svěřila správu říčky dvěma rychtářům.
Tok byl mnohokrát uměle upravován, nejvýraznější změny byly provedeny v letech 1878 až 1895. Další napřimování nastalo v roce 1936 s výstavbou curyšského letiště a budováním meliorace.

## Ryby
Kdysi bylo v říčce mnoho ryb, ale s růstem curyšské aglomerace v dvacátém století, s kterým čističky odpadních vod nedržely krok, se výrazně zhoršila kvalita vody. V letech 1994 až 2002 byl odpadní systém přebudován a situace se zlepšila. Dnes žije v řece zejména jelec tloušť, dále plotice obecná, holobřiší, kapr obecný, lín obecný, ouklejka pruhovaná a vzácněji pstruh obecný potoční, ostnoploutví a štika. V roce 2006 se blízko ústí do Rýna podařilo ulovit jednoho sumce.